# Паркер, Джордж, 4-й граф Макклсфилд
Достопочтенный Джордж Паркер, 4-й граф Макклсфилд (англ. The Right Honourable George Parker, 4th Earl of Macclesfield, 24 февраля 1755 — 20 марта 1842, с 1764 по 1795 годы известен как Виконт Паркер) — британский пэр и политик. Камергер двора принца Уэльского, а затем королевского двора, комптроллер королевского двора (1791—1797), капитан йоменской гвардии (1804—1830), член Тайного совета с 1891 года.

## Происхождение
Джордж Паркер родился в 1755 году в семье Томаса Паркера, 3-го графа Макклсфилд и его жены и кузины Мэри, дочери Сира Уильяма Хиткоута, 1-й баронета Херсли. Окончил Итонский колледж, а затем Эксетер-колледж Оксфордского университета.

## Политическая карьера
Джордж Паркер был избран в Палату общин в качестве депутата от Вудстока в 1777 году и сохранял место в парламенте до 1784 года. В последние годы этого периода он одновременно состоял камергером при особе принца Уэльского, заняв эту должность в 1780 году; этот пост виконт Паркер занимал до 1789 года. Именно близость к принцу и связанное с ней противостояние с кабинетом Питта Младшего стоили ему места в парламенте на выборах 1784 года.
В 1790 году вновь избран в Палату общин как депутат от тори и до 1795 года представлял там Майнхед. В 1791 году он был приведен к присяге как член Тайного совета и назначен на пост комптроллера королевского двора, на котором пребывал до 1797 года. В 1795 году он унаследовал отцовский графский титул и вошел в состав Палаты лордов; при этом новый граф Макклсфилд пребывал в убеждении, что место в Палате лордов не является помехой продолжению пребывания в Палате общин, и лишь в 1797 году Питт потребовал от него освободить депутатское кресло, взамен назначив его лордом-камергером королевского двора. На этом новом посту Макклсфилд пребывал до 1804 года, когда был назначен капитаном йоменской гвардии . Должность капитана он занимал дольше, чем предыдущие, оставив её лишь в 1830 году.
Граф Макклсфилд был избран членом Королевского общества в ноябре 1818 года. С 1816 по 1818 год он занимал пост президента Совета по сельскому хозяйству, а с 1817 по 1842 год был лордом-лейтенантом Оксфордшира.

## Семья
Лорд Макклсфилд был с 1780 года женат на Мэри Фрэнсис Дрейк, дочери преподобного Томаса Дрейка. Она умерла в январе 1823 года. Сам же Лорд Макклсфилд умер в марте 1842 года в возрасте 87 лет. В этом браке родилась единственная дочь, леди Мария Паркер (в замужестве Гамильтон), скончавшаяся в 1861 году, однако сыновей четвёртый граф Макклсфилд после себя не оставил, и титул унаследовал его младший брат Томас.

## Канал и парк
Лорд Макклсфилд был директором Риджентс-канала с 1812 года и председателем компании канала с 1816 года. Он был назначен комиссаром Crown Estate Paving Commission в августе 1824 года. Как председатель компании канала, он осуществлял управление его строительством в том числе в самый трудный период и успешно преодолевал все препятствия, пока канал не был открыт в 1820 году.